# Karl-Ludwig Barths
Karl-Ludwig Barths (13 de maio de 1920 - 18 de setembro de 2018) foi um oficial alemão que serviu durante a Segunda Guerra Mundial. Foi condecorado com a Cruz de Cavaleiro da Cruz de Ferro.

## Condecorações
| Cruz de Ferro 2ª Classe                                  |
| Cruz de Ferro 1ª Classe                                  |
| Cruz de Cavaleiro da Cruz de Ferro 14 de janeiro de 1945 |